# Manzana de caramelo

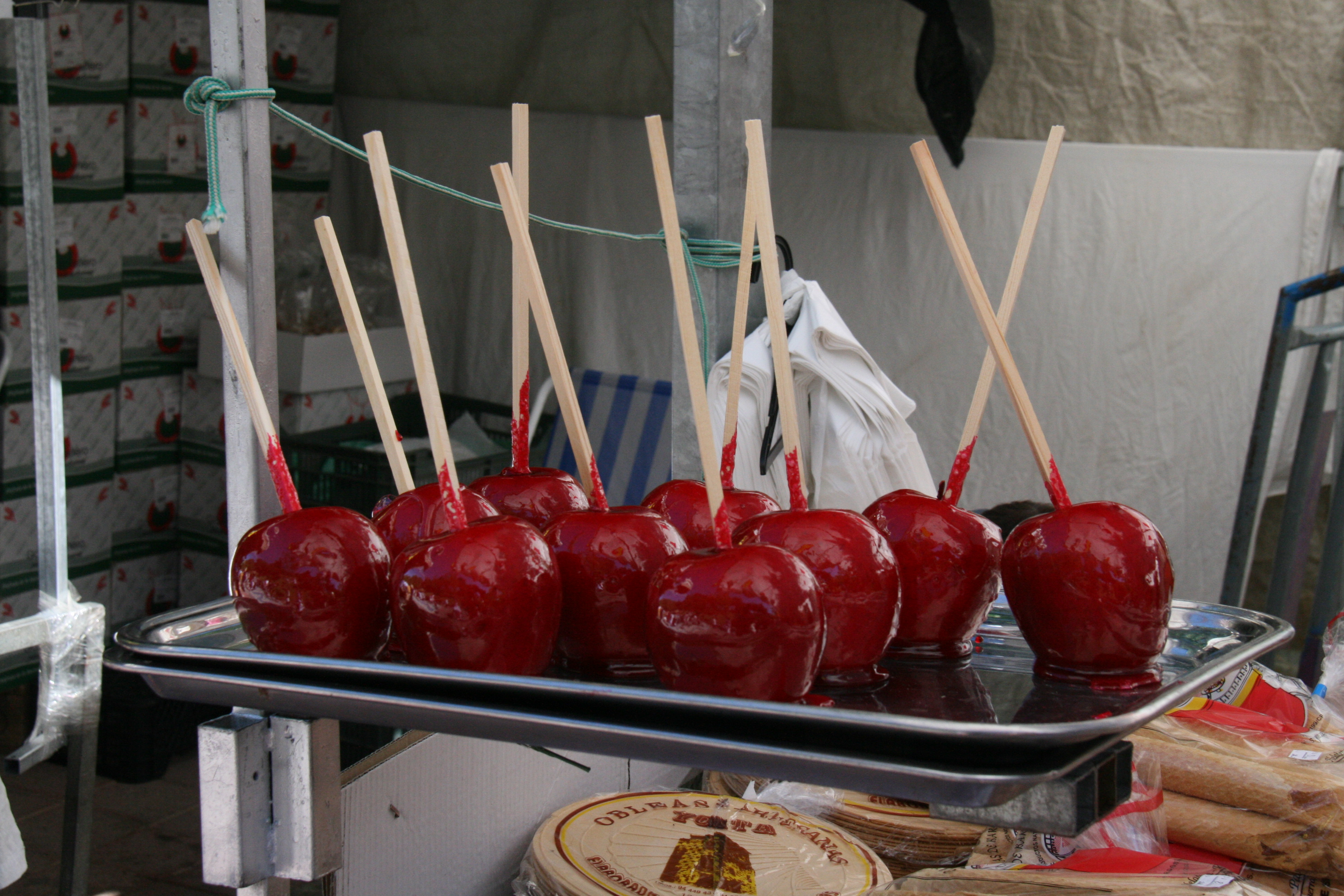
Manzanas de caramelo o caramelizadas.

Las manzanas de caramelo, manzanas caramelizadas, manzanas acarameladas o manzanas confitadas son manzanas cubiertas de una capa de azúcar de caramelo. Si bien la cubierta varía de un lugar a otro, se sirven casi siempre con un palillo en el centro haciendo que sean más fáciles de comer. Las manzanas de caramelo son una delicia común en los festivales de otoño en la cultura occidental en el hemisferio norte, tales como Halloween y la Noche de Guy Fawkes, porque estas fiestas caen durante la cosecha anual de manzanas. A pesar de que las manzanas de caramelo y las manzanas dulces se parecen, las manzanas de caramelo no deben confundirse con las manzanas dulces, ambas se hacen de manera diferente.

## Historia
Según la Newark Evening News:

William W. Kolb inventó la manzana de caramelo rojo. Kolb, un creador de caramelo veterano de Newark, produjo su primer lote de manzanas confitadas en 1908. Mientras estaba experimentando en su tienda de golosinas con el caramelo de canela roja para el comercio de Navidad, mojó algunas manzanas en la mezcla y las colocó en las ventanas para exhibirlas. Él vendió el primer lote entero por cinco centavos cada uno y cada año vendió miles más. Pronto las manzanas confitadas eran vendidas a lo largo de Jersey Shore, en el circo y en las tiendas de dulces de todo el país, de acuerdo con las noticias de Newark en 1948.
También son conocidas como manzanas de jalea, que se pueden encontrar en la famosa zona de Coney Island. Algunas tienen grageas sobre ellas o coco.

## Ingredientes
La manzana del caramelo se hace cubriendo una manzana con una capa de azúcar.
La capa de azúcar más común es la hecha de azúcar, jarabe de maíz, agua, canela y colorante rojo. El jarabe de azúcar se crea al hervir los ingredientes en una cacerola. El líquido debe llegar a unos 300 grados en un termómetro de dulces. Las manzanas se debe sumergir con el azúcar en la etapa de dureza. El azúcar se endurece dentro de una hora.
Puede ser difícil preparar las manzanas de caramelo en verano: el tiempo húmedo impide que el azúcar se endurezca.

## Halloween
Las manzanas de caramelo son uno de los caramelos más populares dados a los niños durante Halloween en los Estados Unidos. Durante los años 1960 y 1970, informes sobre noticias acerca de manzanas de caramelo adulteradas ofrecidas a niños durante Halloween provocaron histeria, con muchos padres temiendo que las manzanas de caramelo contengan alfileres y cuchillas de afeitar. Durante la histeria, algunos hospitales llegaron a ofrecer sesiones de rayos X gratis para detectar objetos extraños en las manzanas de caramelo.

## Alrededor del mundo

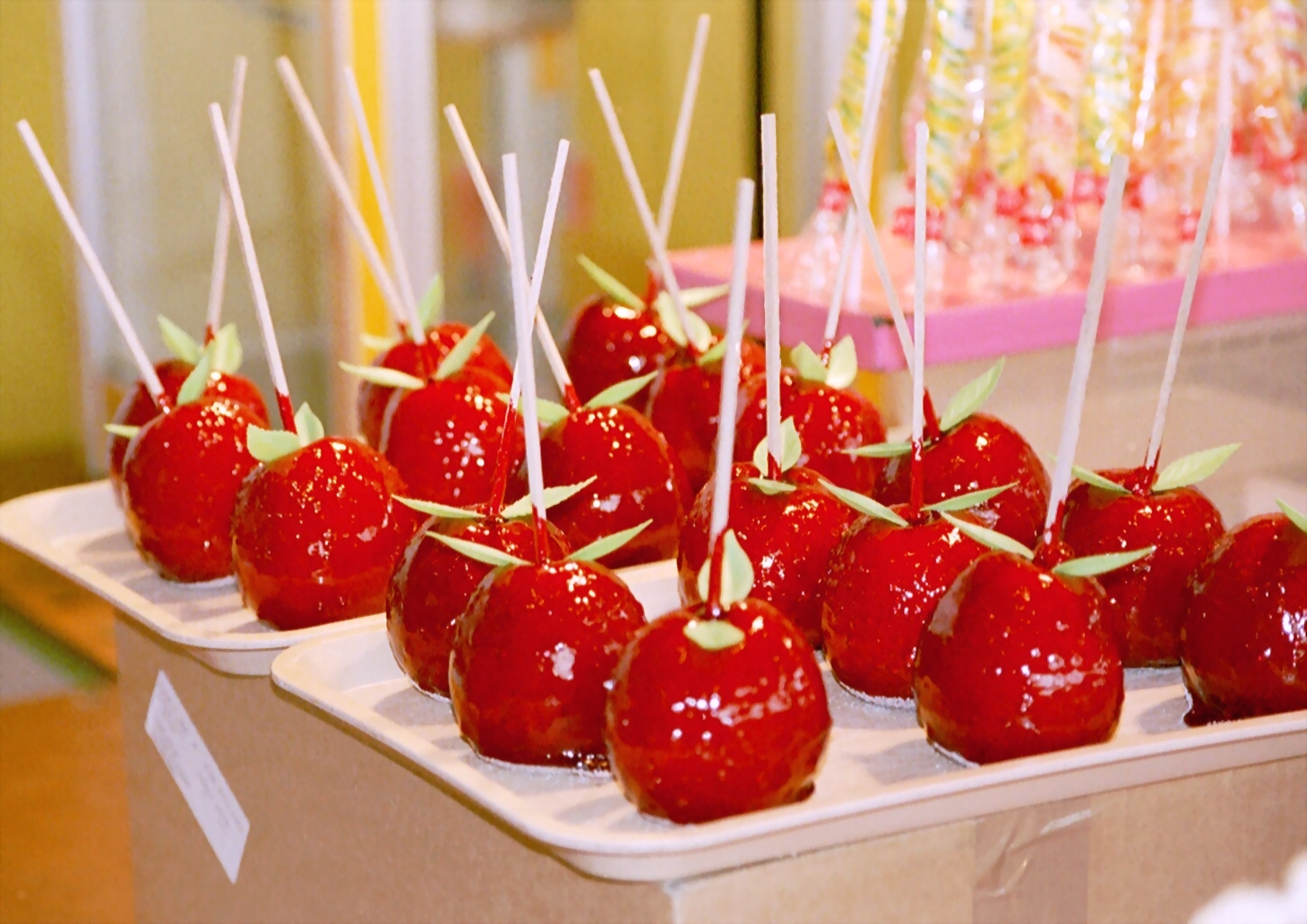
Manzanas de caramelo a la venta, Porte de Versailles.

Desde principios del siglo XX empezaron a venderse por todo el mundo en carnavales y ferias.
En Inglaterra, las manzanas acarameladas son más comúnmente consumidas el 5 de noviembre (también conocido como Bonfire Night o Noche de Guy Fawkes), y se consumen en Irlanda y Escocia en Halloween.
En países americanos las manzanas de caramelo son muy populares durante la temporada de vacaciones prolongadas.
En Brasil son comunes en las festividades en honor de Juan el Apóstol.
En Alemania son más a menudo asociadas con la temporada de Navidad.
En China, un dulce similar llamado tanghulu, se hace con varias piezas de fruta pequeña (tradicionalmente bayas de espino chino) pinchadas en un palo y cubiertas con jarabe de azúcar cristalizado.
En Francia estas frutas dulces son a veces denominadas pommes d'amour (literalmente manzana de amor).
En Canadá son muy populares y por lo general se comen en ferias.
En Argentina también se comenzaron a comercializar desde la primera mitad del siglo XX, en ferias, parques de diversiones y en los paseos de la Costanera.